# HD 101584
HD 101584 — вероятный кандидат в предкатаклизмические переменные в созвездии Центавра. Находится на расстоянии от 1800 до 5900 световых лет от Солнца.
Двойная система является яркой в оптическом диапазоне спектра, видимая звёздная величина равна 7m.
Главный компонент является звездой на стадии после асимптотической ветви гигантов или на стадии после ветви красных гигантов. Вторичный компонент является красным карликом или белым карликом малой светимости, обращающимся вокруг главного компонента с периодом 150—200 дней.
Система окружена медленно вращающимся околозвёздным диском, возможно, ориентированным плашмя к Солнечной системе, размером около 150 а. e..

## Туманность
Телескоп Хаббл предоставил изображения, на которых вокруг HD 101584 наблюдается диффузная околозвёздная оболочка с круговым кольцом. Телескопы ALMA получили карту туманности и области вокруг центральной двойной звезды. Туманность состоит из центрального компактного источника, повышенной плотности в экваториальной плоскости, биполярного истечения с высокой скоростью и структуры формы песочных часов, окружающей истечение. Истечение достигает максимальной скорости около 150 км/с и наклонено относительно луча зрения на 10+10
−5°. Существуют свидетельства в пользу наличия второго биполярного истечения с другим направлением относительно главного истечения.

## Эволюция
Объект-компаньон в двойной системе был захвачен всего несколько столетий назад, например, когда красный гигант достиг наибольшего размера. Объект двигался по спирали к красному гиганту, но затем остановился до того момента, пока не слился с ядром главного компонента. В течение этой стадии внешние слои красного гиганта были сброшены. В течение стадии общей оболочки стадия красного гиганта у главного компонента завершилась и обнажилось ядро. Позднее биполярные истечения сформировались и столкнулись с выброшенным веществом, образовав структуру типа песочных часов.
В спектре HD 101584 был обнаружен метанол, ранее не наблюдавшийся у звёзд после стадии асимптотической ветви гигантов, при этом обычно метанол считают признаком молодых объектов. Тем не менее, обнаружение данных молекул позволяет предположить, что они возникли в той области, где высокоскоростное истечение вещества взаимодействует с окружающим веществом, то есть метанол возник в результате химических процессов в ударных волнах на окружающих частицах вещества.